# Tano North Municipal District
| \| \| |
|       |

|  |

Der Tano North Municipal District ist ein Distrikt innerhalb der Ahafo Region im Westen Ghanas mit einer Gesamtfläche von 837,4 (anderen Angaben zufolge 876) Quadratkilometern. Hauptort und größte Ortschaft ist Duayaw Nkwanta. Die Einwohnerzahl betrug im Jahr 2019 etwa 99.100; bei der Volkszählung 2010 hatte der Tano North Municipal District etwa 80.000 Einwohner.

## Geschichte
Im Zuge des Dezentralisierungsprozesses unter Präsident Jerry Rawlings wurde im März 1989 der Tano District gebildet. Der Tano North District entstand im August 2004 gemeinsam mit dem Tano South District durch Teilung dieses Distrikts (Legislative Instrument 1754). Im April 2018 erfolgte die Hochstufung zum Municipal District. Bis zum Februar 2019 gehörte das Gebiet zur aufgelösten Brong Ahafo Region.

## Geographie
Der Tano North Municipal District grenzt an die Distrikte Asutifi North, Asutifi South und Tano South Municipal der Ahafo Region, außerdem an die Distrikte Ahafo Ano North Municipal und Offinso North der Ashanti Region sowie die Distrikte Sunyani Municipal und Sunyani West der Bono Region.

## Ortschaften
Die zwanzig größten Ortschaften des Tano North Municipal Districts sind:
- Adrobaa
- Afrisipa
- Ahyiayem
- Asukese
- Bomaa
- Bredi
- Buokrukruwa
- Duayaw Nkwanta
- Koforidua
- Kwafo Krom
- Mankranho
- Mesukrom
- Nsuapem
- Subompan
- Susuanho
- Susuanso
- Tanoso
- Terchire
- Yamfo
- Yaw Bafo